# Řetězový dopis
Řetězový dopis je zpráva, která obsahuje příkaz pro příjemce, aby poslal kopie této zprávy dalším osobám, slibuje mu za to určitý profit či naopak mu vyhrožuje, pokud dopis nebude dál šířit. Existují papírové i elektronické verze, může jít i o internetové memy. Tématy bývají štěstí, láska, hoaxy, či sliby rychlého zbohatnutí prostřednictvím pyramidových schémat.
Nejdříve existovaly „dopisy štěstí“, které slibovaly v případě šíření zprávy štěstí, naopak při neúčasti smůlu. Dopisy týkající se bohatství se objevily ve 30. letech 20. století ve Spojených státech amerických, mezi první patřily Pošli mince (Send a dime) či Klub bohatství (Prosperity club). V souvislosti se zdražováním a obecným ústupem klasických listovních zásilek se fenomén řetězových dopisů transformoval na fenomén řetězových e-mailů, které ale mají oproti původním řetězovým dopisům svá specifika.
Dopisy stojí na několika základních principech: nejprve je nutné příjemce zaujmout, následně mu pohrozit, kdyby nechtěl splnit příkazy. Poté následují instrukce a seznam jmen s adresami účastníků. V případě pyramidových variant má účastník zaslat peníze tomu, jehož jméno stojí na prvním místě. Jeho jméno pak vyškrtne a na konec seznamu napíše to své. Následně dopis rozešle dalším lidem. V pyramidových řetězových dopisech vydělá zejména ten, kdo hru založí či je se do ní zapojí v jejích počátcích. Ve verzích pro děti se posílají drobnosti (pohlednice, samolepky či drobné mince).